# Chewbacca-forsvaret
Chewbacca-forsvaret er en juridisk strategi, hvor en forsvarsadvokat bevist forsøger at forvirre juryen snarere end at afvise anklagerens sag. Da et Chewbacca-forsvar distraherer og vildleder fra det relevante i den pågældende sag, er det et eksempel på det engelske idiom "red herring". Det er således et eksempel på en irrelevant konklusion, en form for uformel fejlslutning, hvor forsvarsadvokatens argumentation bevist undlader at adressere det relevante spørgsmål. I en retssag vil den modsatte part (her anklageren) oftest have mulighed for at gøre indsigelse mod sådan argumentation ved at erklære det irrelevante.
Navnet, Chewbacca-forsvar, stammer oprindeligt fra den 27. episode af serien South Park, "Chef Aid", der havde premiere d. 7. oktober 1999, som det 14. afsnit af den anden sæson. Afsnittet satiriserer O. J. Simpson mordretssagen, herunder særligt forsvarsadvokatens, Johnnie Cochran, afsluttende argumentation i forhold til, hvorfor juryen skal frifinde O. J. Simpson: "If the gloves don't fit, you must acquit". Termen, Chewbacca-forsvar, er dog efterfølgende blevet brugt i den offentlige debat af flere jurister, journalister, økonomer, politiske kommentatorer m.fl. til at beskrive forskellige "red herring"-fejlslutninger, hvilket har medført, at termen i højere grad er blevet en integreret del af det almene sprogbrug.
Associated Press anførte det som et eksempel på Cochrans position i populær-kulturen. Konceptet er siden blevet et mindre Internet-fænomen, ofte brugt som et gentaget joke på satiriske sider eller i forumer som en form for retorik.

## South Park
I episoden kontakter Chef en direktør for et "større pladeselskab", idet han ønsker sit navn krediteret til et fiktivt Alanis Morissette-hit kaldet "Stinky Britches". Chef påstår, at sangen oprindeligt var skrevet af ham, hvilket underbygges af en 20-årig optagelse, hvori han fremfører sangen. 
Pladeselskabet nægter at kreditere Chef for sangen og hyre i stedet Johnnie Cochran, som lægger sag an mod Chef for at "chikanere et større pladeselskab". I selve retssagen fremføre Cochran sit "berømte" Chewbacca-forsvar, hvilken han, i henhold til Chef's forsvarsadvokat (Gerald Broflovski), ligeledes anvendte i forbindelse med O. J. Simpson retssagen.
Cochran's Chewbacca-forsvar starter ud med at fastslå, at Chewbacca er en wookiee fra planten Kashyyyk, men nu i stedet bor på planeten Endor. Dette giver, i henhold til Cochran, ikke mening, da der stilles spørgsmålstegn ved hvorfor en 2,5 meter høj wookiee ønsker at leve sammen med 0,5 meter høje ewoks. Argumentet forsætter herefter ved, at Cochran spørger juryen om, hvad alt dette skulle have med den pågældende sag at gøre. Cochran fastslår herefter selv, at det intet har med sagen at gøre, og at det ikke giver mening, at en advokat, der repræsenterer et "større pladeselskab", snakker om Chewbacca. Han gentager herefter adskillige gange selv, at det ikke giver mening, hvor efter argumentet slutter med: "If Chewbacca lived on Endor, you must acquit". Imidlertid er der faktisk ikke noget i Star Wars-kanon der indikerer at Chewbacca har opholdt sig på Endor, på nær kortvarigt ifm. med slaget i Return of the Jedi.